# Église Notre-Dame de Soupir
L'église Notre-Dame est une église située à Soupir, en France.

## Localisation
L'église est située sur la commune de Soupir, dans le département de l'Aisne.

## Historique
Le monument est classé au titre des monuments historiques en 1920.